# Căldarea Gâlcescu
Căldarea Gâlcescu este o arie protejată de interes național ce corespunde categoriei a IV-a IUCN (rezervație naturală de tip mixt), situată în județul Vâlcea, pe teritoriul administrativ al comunei Voineasa.

## Localizare
Căldarea Gâlcescu se află în Carpații Meridionali, în nordul Vârfului Setea Mare (2.365 m) din Munții Parâng, între Culmea Golescu și Coasata Păsări, la obârșia Lotrului, aproape de limita nord-vestică a județului Vâlcea, cu județele Hunedoara și Gorj.

## Descriere
Rezervația naturală declarată arie protejată prin Legea Nr.5 din 6 martie 2000 (privind aprobarea Planului de amenajare a teritoriului național - Secțiunea a III-a - zone protejate), se întinde pe o suprafață de 200 de hectare și reprezintă o arie de interes geomorfologic, faunistic, floristic și peisagistic, datorită formelor de relief (cu lacuri glaciare, circuri glaciare, abrupturi, văi), bogăției vegetației specifice zonelor montane, cât și diversității speciilor de mamifere și păsări.